# Stephan Lipke
Stephan Lipke SJ (ur. 31 grudnia 1975 w Essen) – niemiecki duchowny rzymskokatolicki, biskup pomocniczy nowosybirski od 2025.

## Życiorys
Święcenia kapłańskie otrzymał 26 lipca 1992 i został inkardynowany do archidiecezji kolońskiej. W 2006 wstąpił do nowicjatu jezuitów w Norymberdze, a 18 maja 2019 złożył śluby wieczyste. W latach 2008–2011 pracował duszpastersko przy zakonnym kościele w Monachium. W 2011 wyjechał do Rosji i został pracownikiem pre-seminarium w Nowosybirsku. W 2012 został nauczycielem jezuickiej szkoły w Tomsku, a w 2014 objął także funkcję proboszcza miejscowej parafii. W 2018 otrzymał nominację na dyrektora Instytutu św. Tomasza w Moskwie. 12 marca 2020 został jednocześnie sekretarzem generalnym rosyjskiej Konferencji Episkopatu.
12 września 2024 papież Franciszek mianował go biskupem pomocniczym diecezji Przemienienia Pańskiego w Nowosybirsku oraz biskupem tytularnym Areny. Sakry udzielił mu 2 lutego 2025 biskup Joseph Werth.